# Újgyalla
Újgyalla (szlovákul Dulovce, 1948-ig Nová Ďala) falu Szlovákiában, a Nyitrai kerületben, a Komáromi járásban.

## Fekvése
Komáromtól 18 km-re északkeletre fekszik, 200 m körüli magasságú dombok közötti völgyben. Áthalad rajta a Hetény-Jászfalu közötti 589-es út. A községhez tartoznak Kővágó (Kamenica) és Rókalyuk (Podháj) majorok. Közigazgatásilag határos Szentpéterrel (délről), Ógyallával (nyugatról), Bajccsal (északról), Perbetével (keletről).

## Élővilága
Újgyallán nem tartanak nyilván gólyafészket, de a focipályánál volt egy alátét.

## Története
A község legrégibb emlékei a 12. századból kerültek elő egy ásatás során. Neve a török eredetű magyar Gyál személynévből ered. A középkor folyamán Újgyalla egy Ógyallához tartozó major volt, ezért a középkor folyamán a falut oklevél nem említi. 1365-ben Ógyallával együtt királyi tulajdonban van. Az 1400-as években a Bucsányiak, Gyallaiak, a Konkoly-Thegék és a Csúzyak is birtokosok itt, de birtokkal rendelkezik az esztergomi főegyházmegye is. A 15. században válhatott el Ógyallától. 1608-ban, a Zsitvatoroki béke következményeként a község végérvényesen török uralom alá kerül. 1669-ben a község elutasította a törökök utánpótlását, akik Érsekújvár várának bevételével foglalkoztak, ezért elpusztították a községet.
1690 és 1704 táján a Csúzyak kezdték betelepíteni a községet a magyar-cseh határvidékről jött telepesekkel. 1712 és 1740 között a Vág mentéről érkeztek telepesek. Ekkoriban Gibernyuznak is hívták. 1773-ban említi oklevél. Egyes források szerint 1781-től iskola is működött a faluban. 1852-ben kolera pusztított. A 19. században az újgyallai plébánia a szentpéteri fiókja volt. A 20. század elején nagyarányú kivándorlás kezdődött, ez 1918 után csillapodott.
A trianoni békeszerződésig Komárom vármegye Udvardi járásához tartozott.
1922-ben Bacher Emil újgyallai birtokára (Kővágó és Rókalyuk között) szlovák kolonistákat telepítettek (egy részük romániai reemigráns volt). A 114,5 hektáros kolónián 8 család kapott 3-20 hektáros birtokot, 1930-ban 37-en voltak
1929-ben nagy tűzvész pusztított. 1938-ban a bécsi döntés értelmében a község Magyarországhoz került. 1944. november 7-én a német katonaság elvitte a községből a cigány lakosság legnagyobb részét.
A második világháború befejezése után szlovákokat telepítettek ide elsősorban Magyarországról. 1948-ban a község a Dulovce nevet kapta, valószínűleg a Trencsén vármegyei Dúlóújfalu alapján. A faluban a szocializmus alatt új iskola, posta, plébánia, kultúrház épült. A faluba 1980 és 1993 között vezették be a gázt és 1991-1996 között épült ki a vízvezeték. Újgyallán évente megrendezik a határon túli szlovákok fesztiválját.

## Népessége
| Év:            | 1994. | 2004.   | 2014.   | 2024.    |
| -------------- | ----- | ------- | ------- | -------- |
| Emberek száma: | 1901  | 1859    | 1778    | 1598     |
| Eltérés:       |       | -2,20 % | -4,35 % | -10,12 % |

| Év:            | 2023. | 2024.   |
| -------------- | ----- | ------- |
| Emberek száma: | 1620  | 1598    |
| Eltérés:       |       | -1,35 % |

1880-ban 984 lakosából 125 magyar és 806 szlovák anyanyelvű volt.
1890-ben 926 lakosából 242 magyar és 662 szlovák anyanyelvű volt.
1900-ban 1036 lakosából 317 magyar és 718 szlovák anyanyelvű volt.
1910-ben 1184 lakosából 1050 magyar és 95 szlovák anyanyelvű volt.
1921-ben 1305 lakosából 922 magyar és 379 csehszlovák volt.
1930-ban 1516 lakosából 56 magyar és 1437 csehszlovák volt.
1941-ben 1717 lakosából 1093 magyar és 624 szlovák volt.
1970-ben 2424 lakosából 50 magyar és 2370 szlovák volt.
1980-ban 2265 lakosából 99 magyar és 2152 szlovák volt.
1991-ben 1883 lakosából 65 magyar és 1802 szlovák volt. 
2001-ben 1868 lakosából 1800 (96,36%) szlovák és 54 (2,89%) magyar volt.
2011-ben 1813 lakosából 1494 szlovák, 195 cigány, 46 magyar és 11 cseh.
2021-ben 1648 lakosából 1520 (+18) szlovák, 63 (+9) magyar, 7 (+8) cigány, 0 (+1) ruszin, 15 (+1) egyéb és 43 ismeretlen nemzetiségű volt.

## Gazdaság
Újgyallán kisebb textilüzem működik (Arma Kft), mely 2009-ben 63 dolgozót foglalkoztatott, akiknek számát a gazdasági válságra hivatkozva az év folyamán a felére csökkentik.
A község mezőgazdasági szövetkezete (Domovina) ma is működik.

## Nevezetességei
- A Szent Lukács római katolikus templom 1872-ben romantikus stílusban épült. Az előtte levő Szentháromság-szobrot 1930-ban emelték, a mellette álló feszületet Hegedűs Mihály állította 1911-ben.
- A falu parkjában áll a második világháború áldozatainak emlékműve.
- Az útmenti régi feszület felirata mára olvashatatlanná vált.
- Az egykori egyházi iskola és az 1886-ban épített óvoda épülete műemléknek számít.
- A községben több régi parasztház is található.
- Megmaradt Fekete Kálmán 150 éves asztalosműhelye teljes felszereltséggel.

## Képek

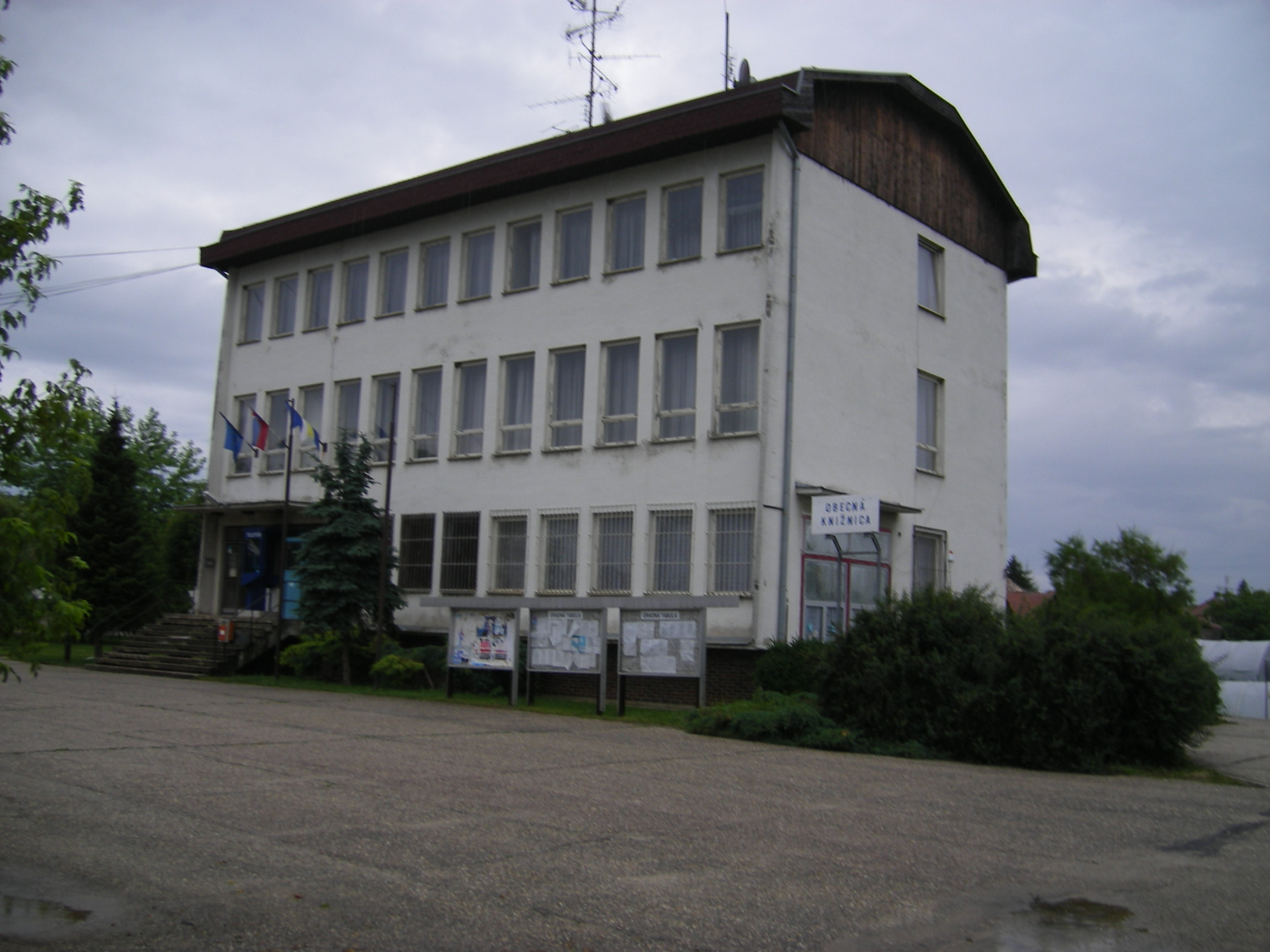
A községi hivatal
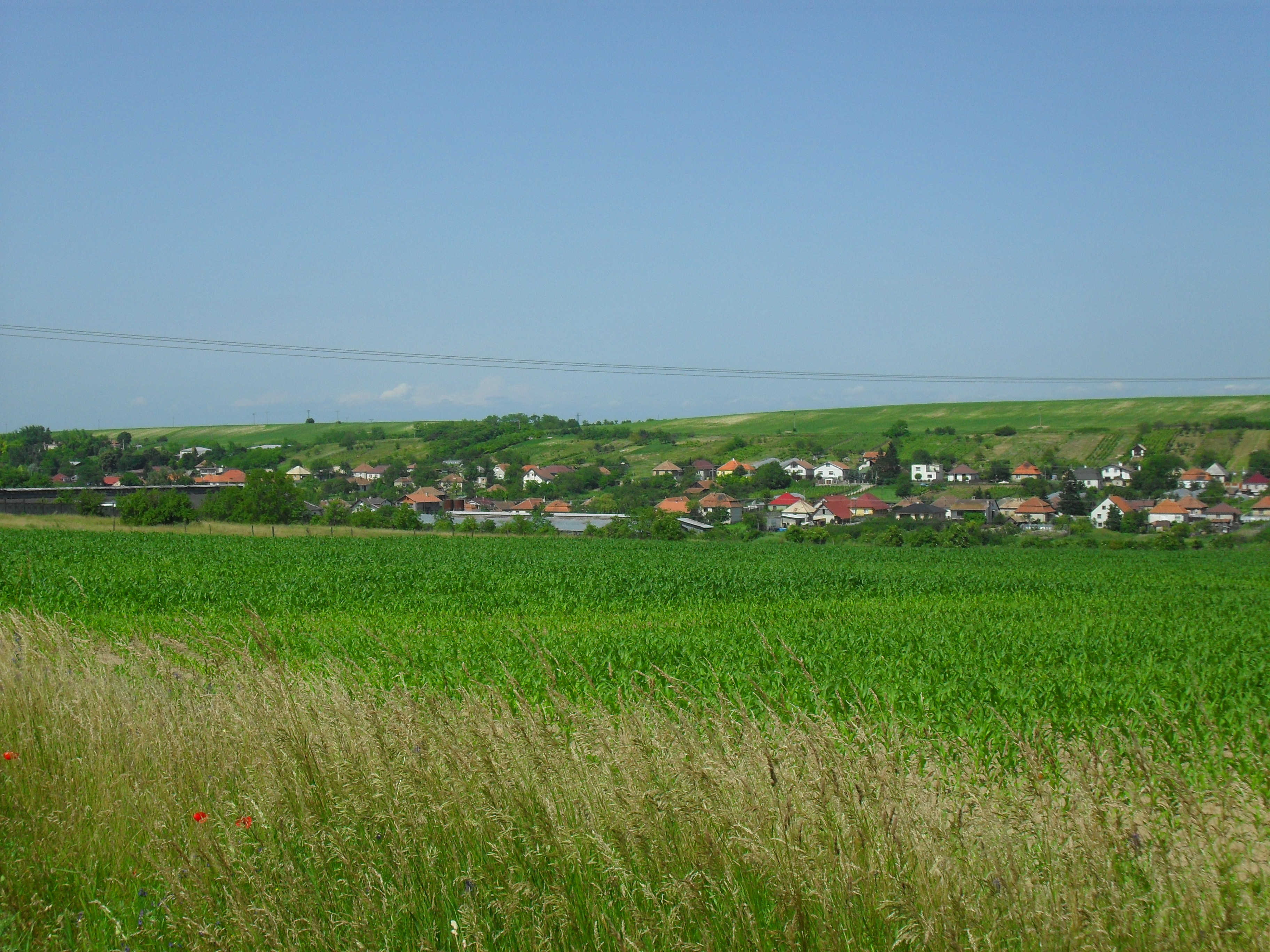
Újgyalla látképe délről
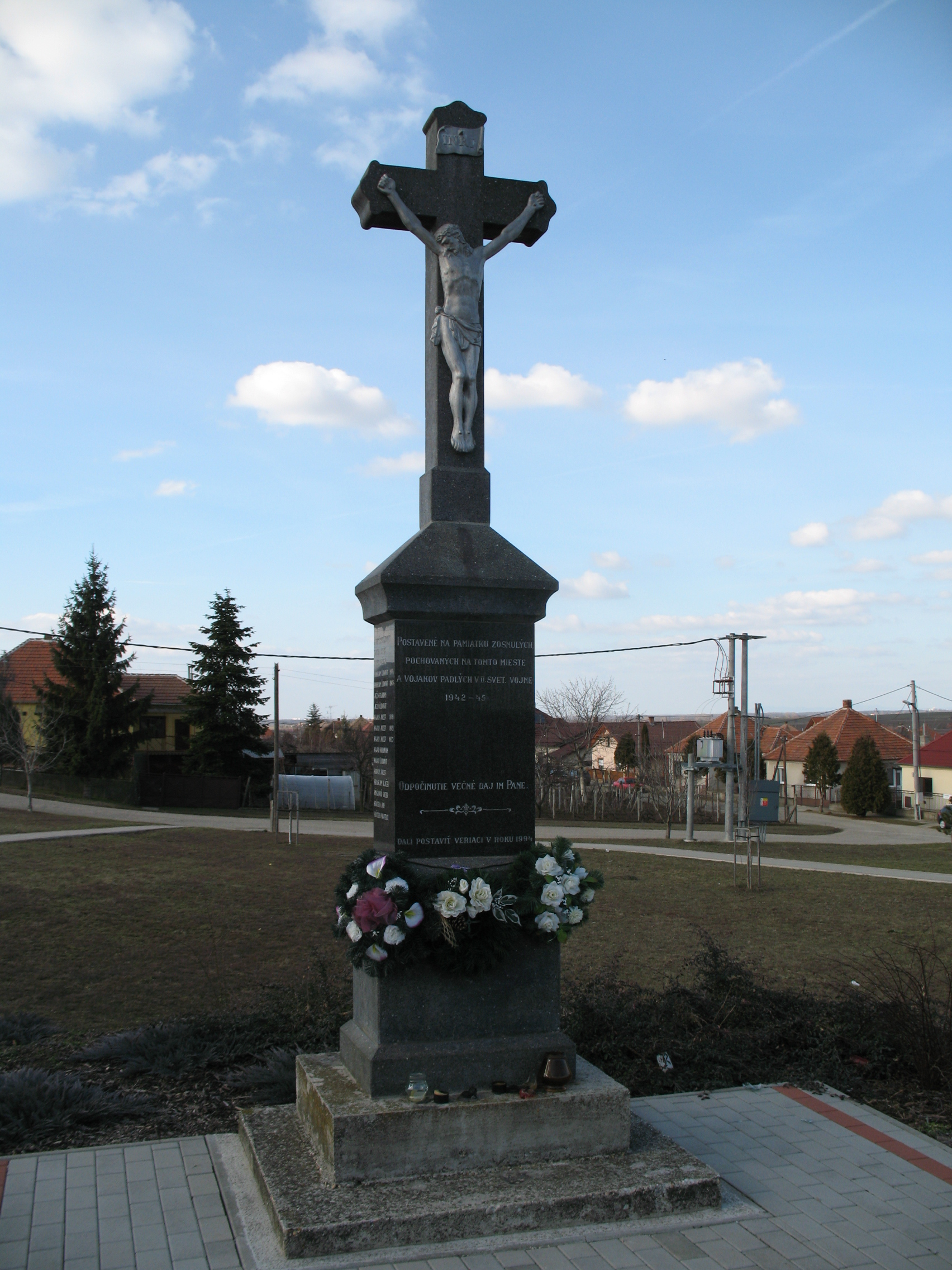
Második világháborús emlékkereszt a parkban
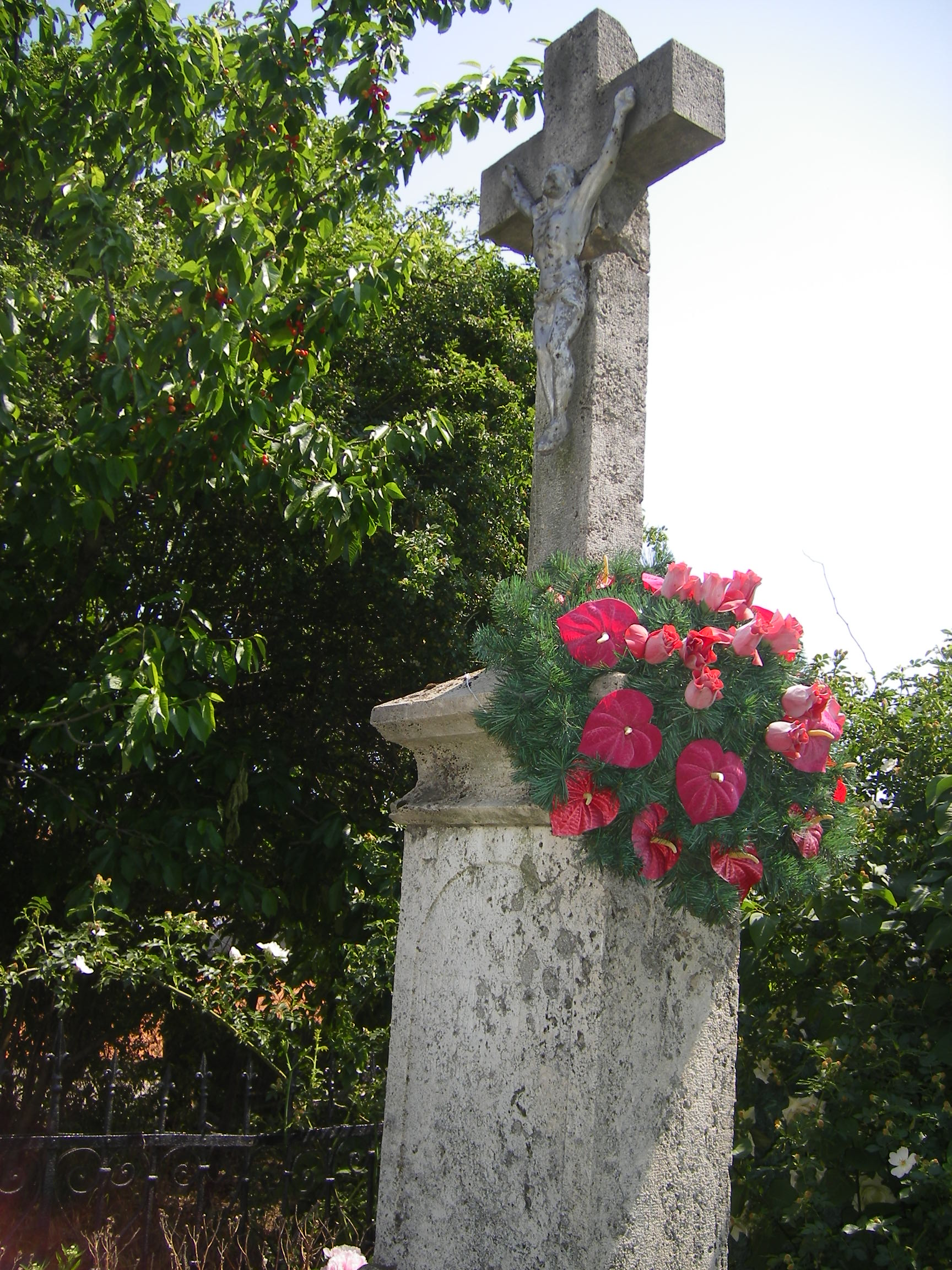
Kereszt a főutcán
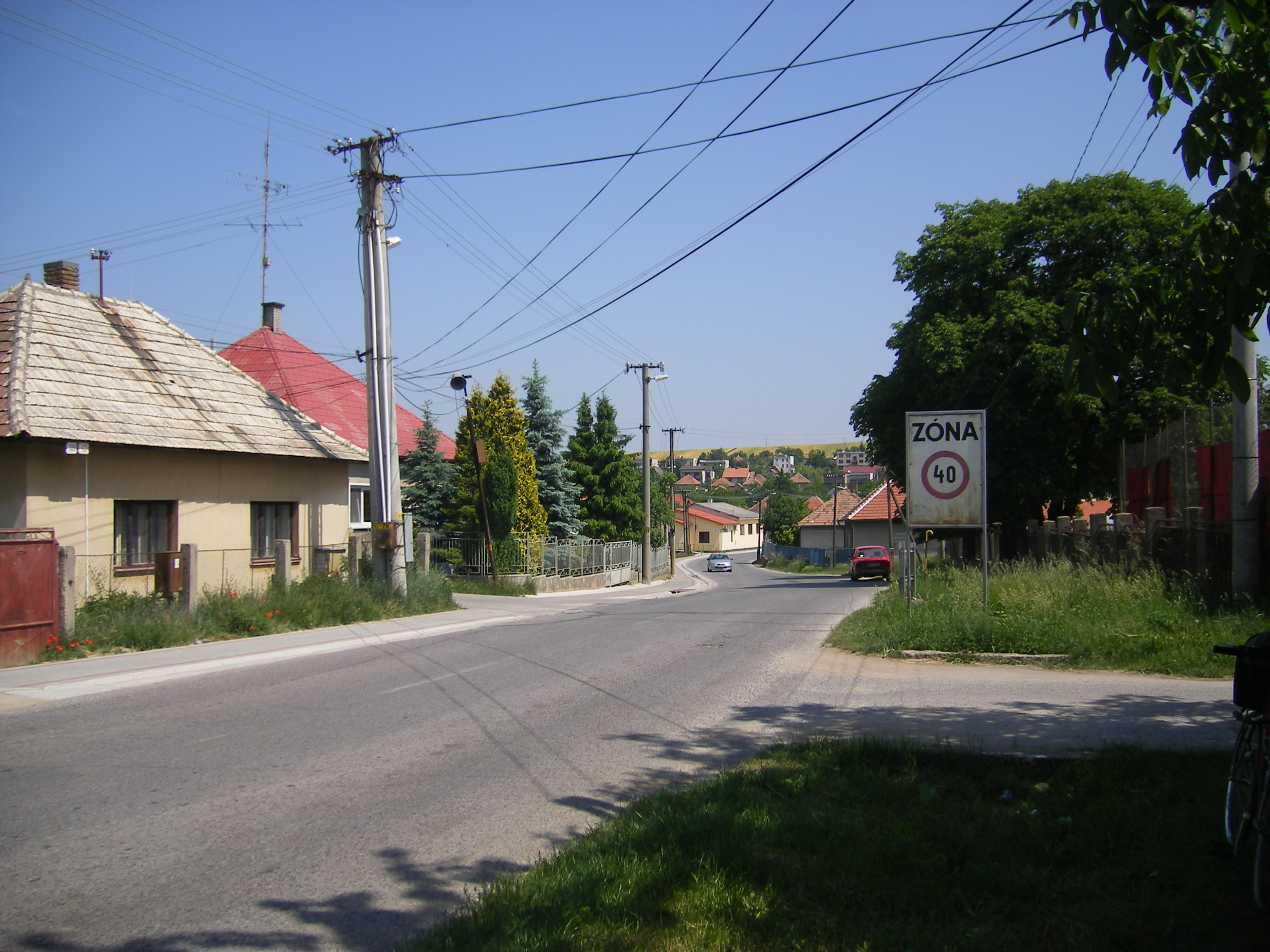
A falu főutcája
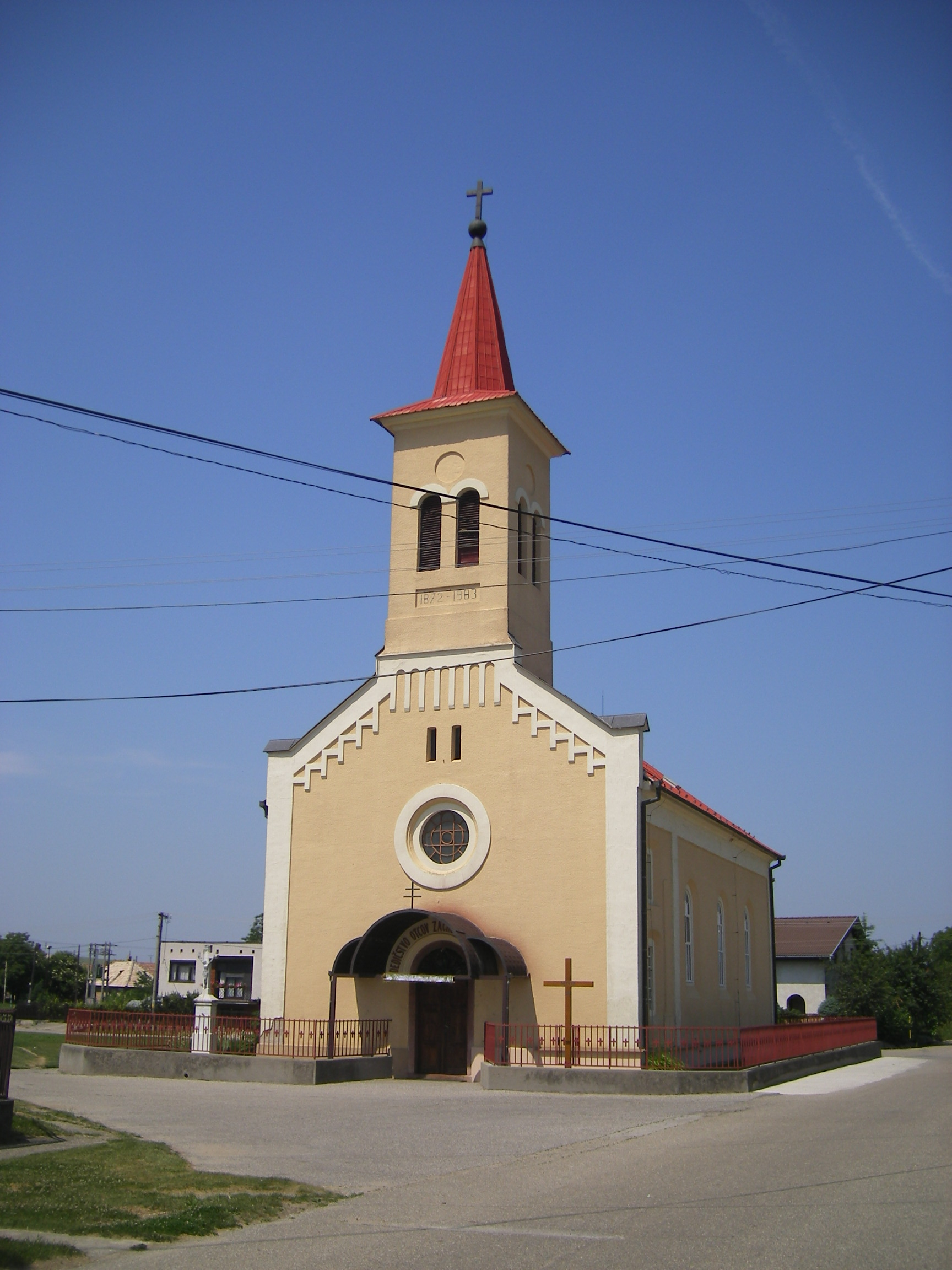
A katolikus templom
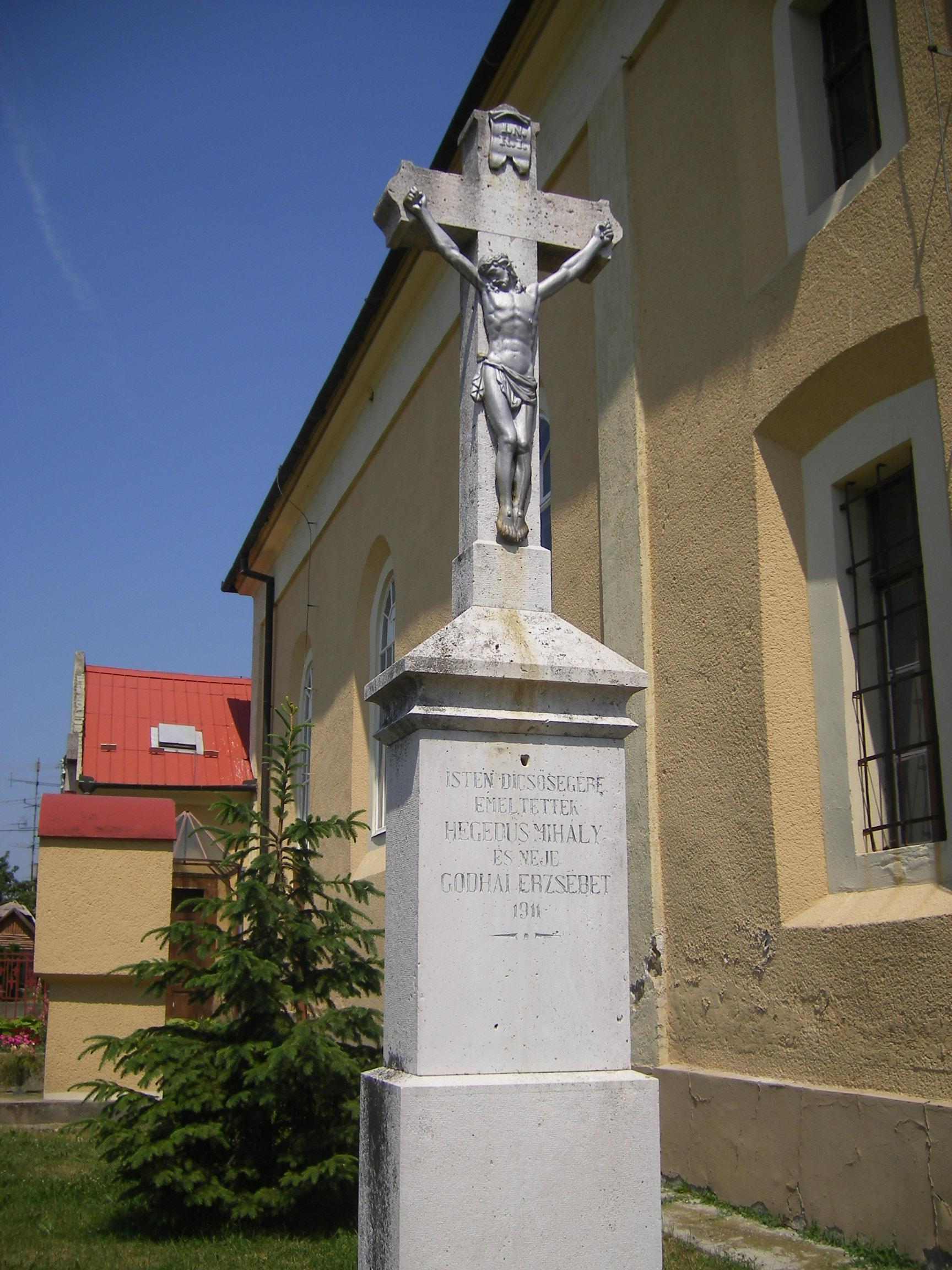
1911-ben állított feszület a templom mellett
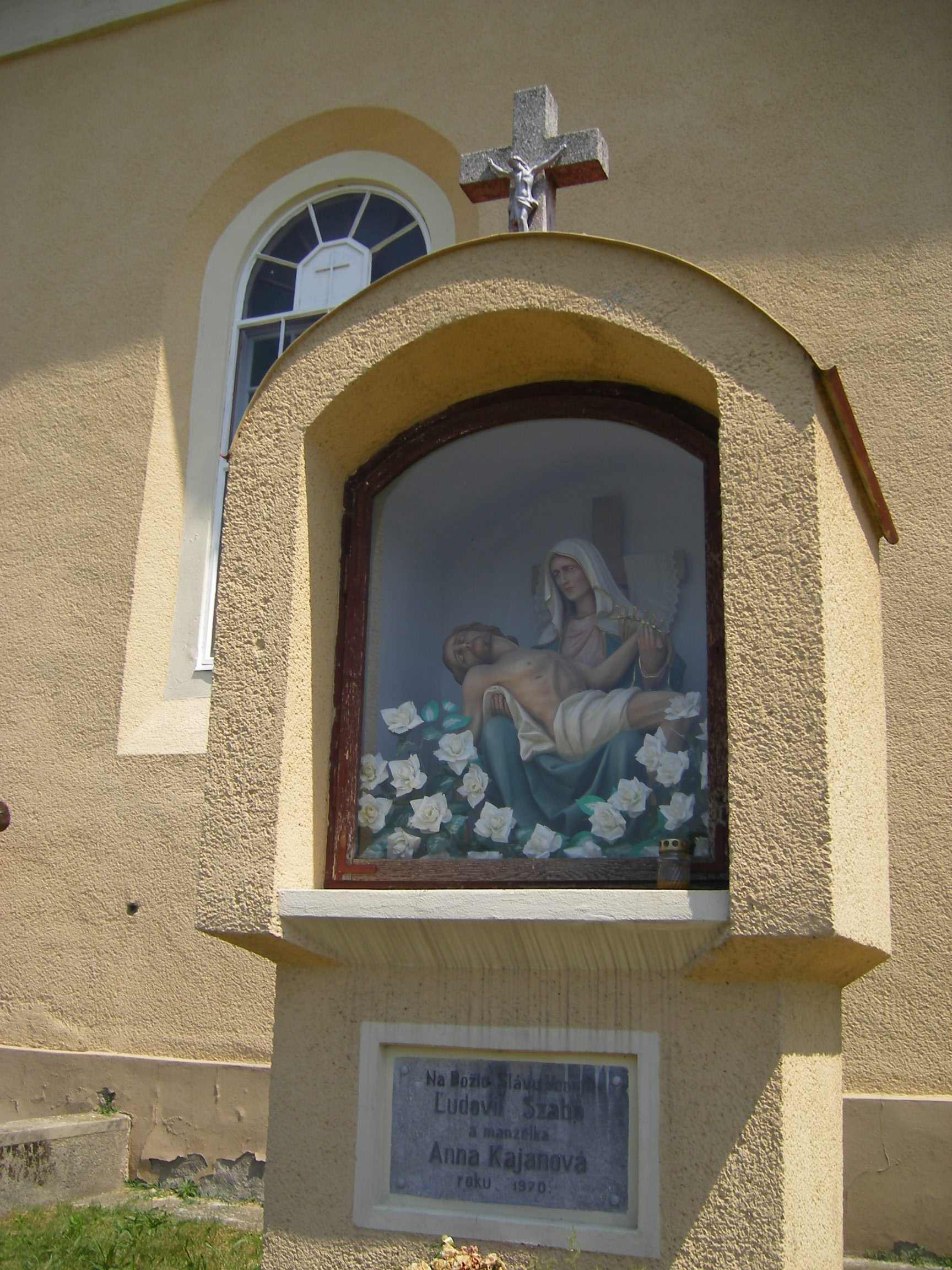
A templom mellett álló kápolna
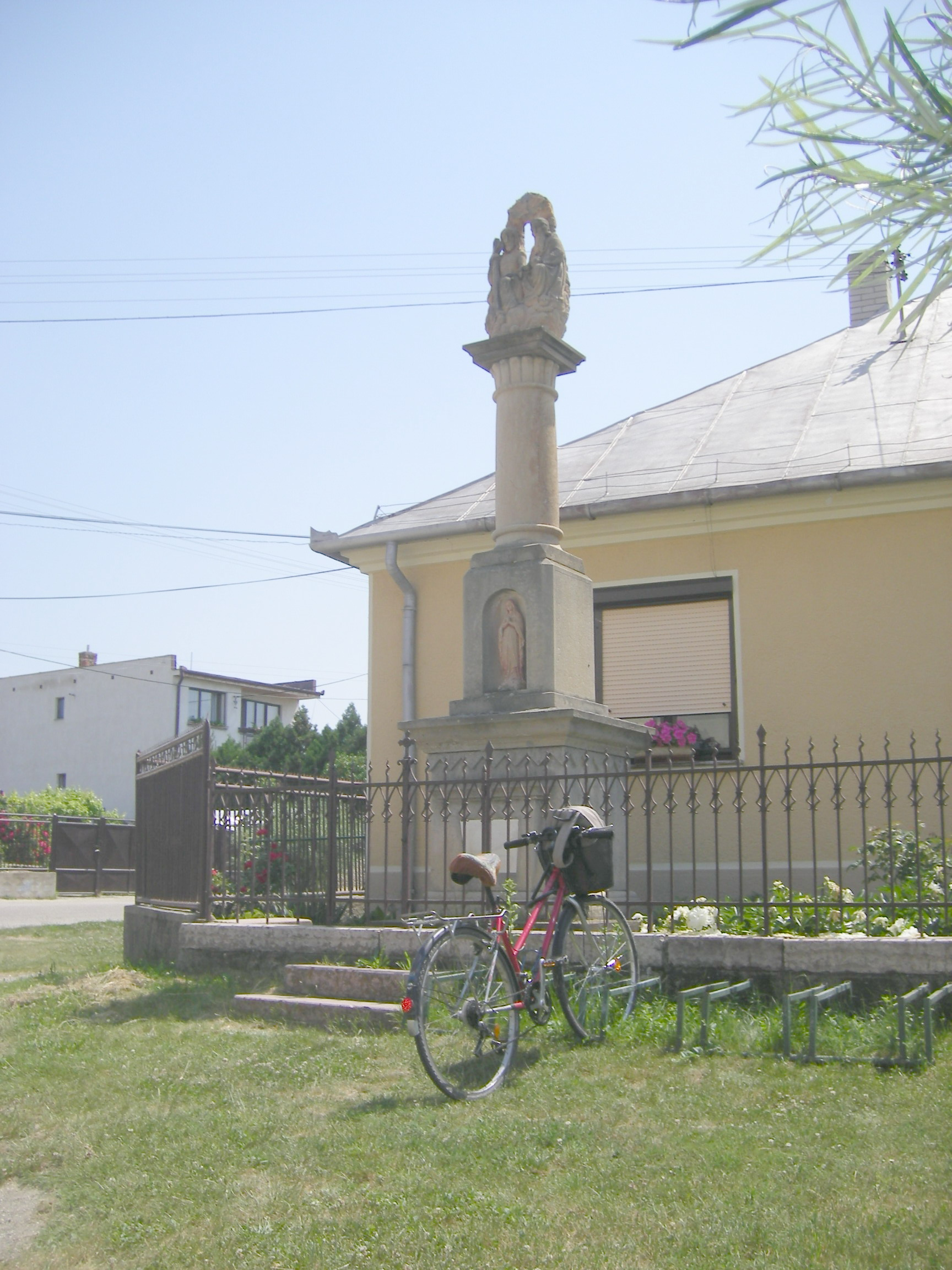
A Szentháromság-szobor
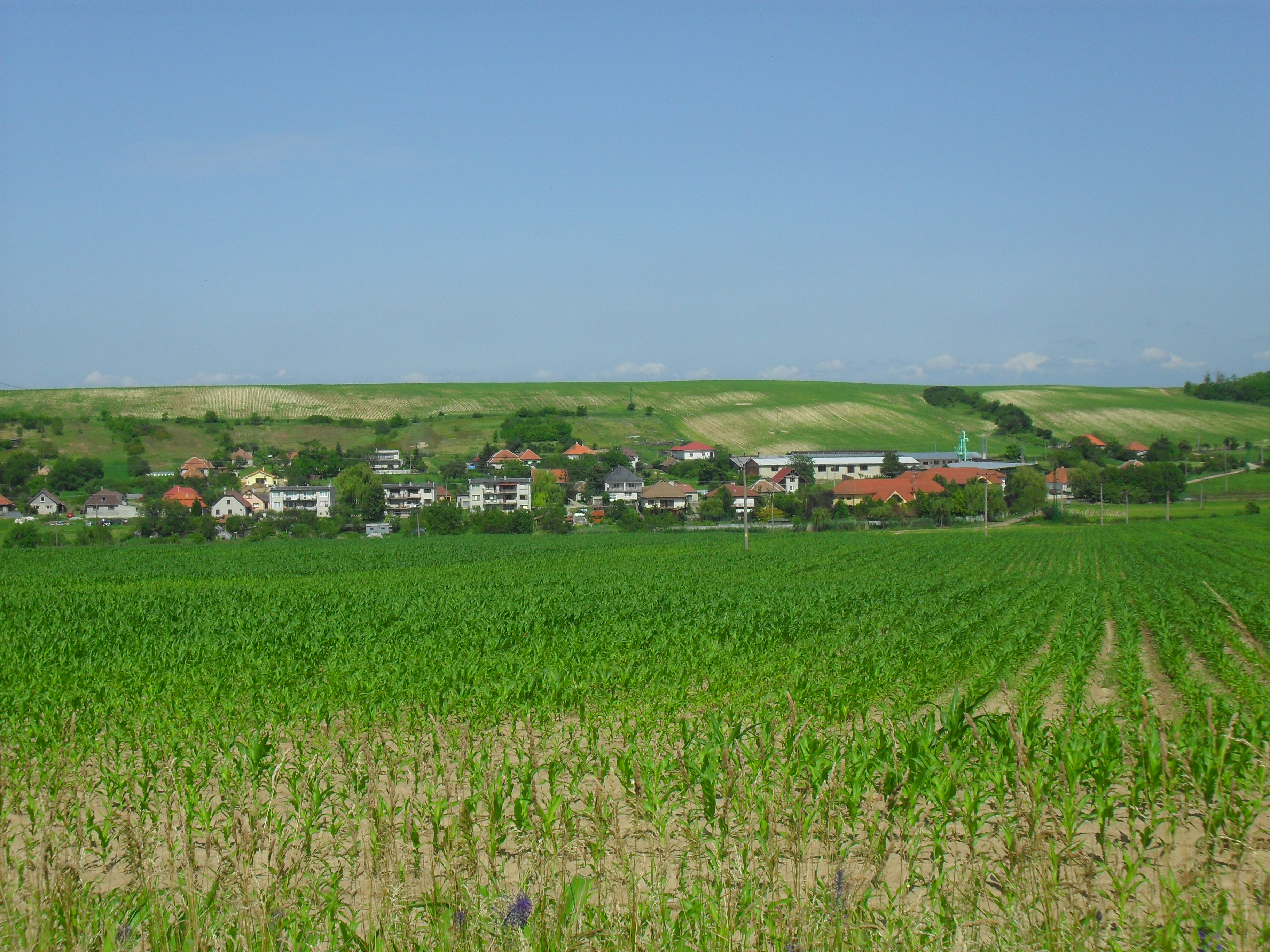
A falu látképe délről
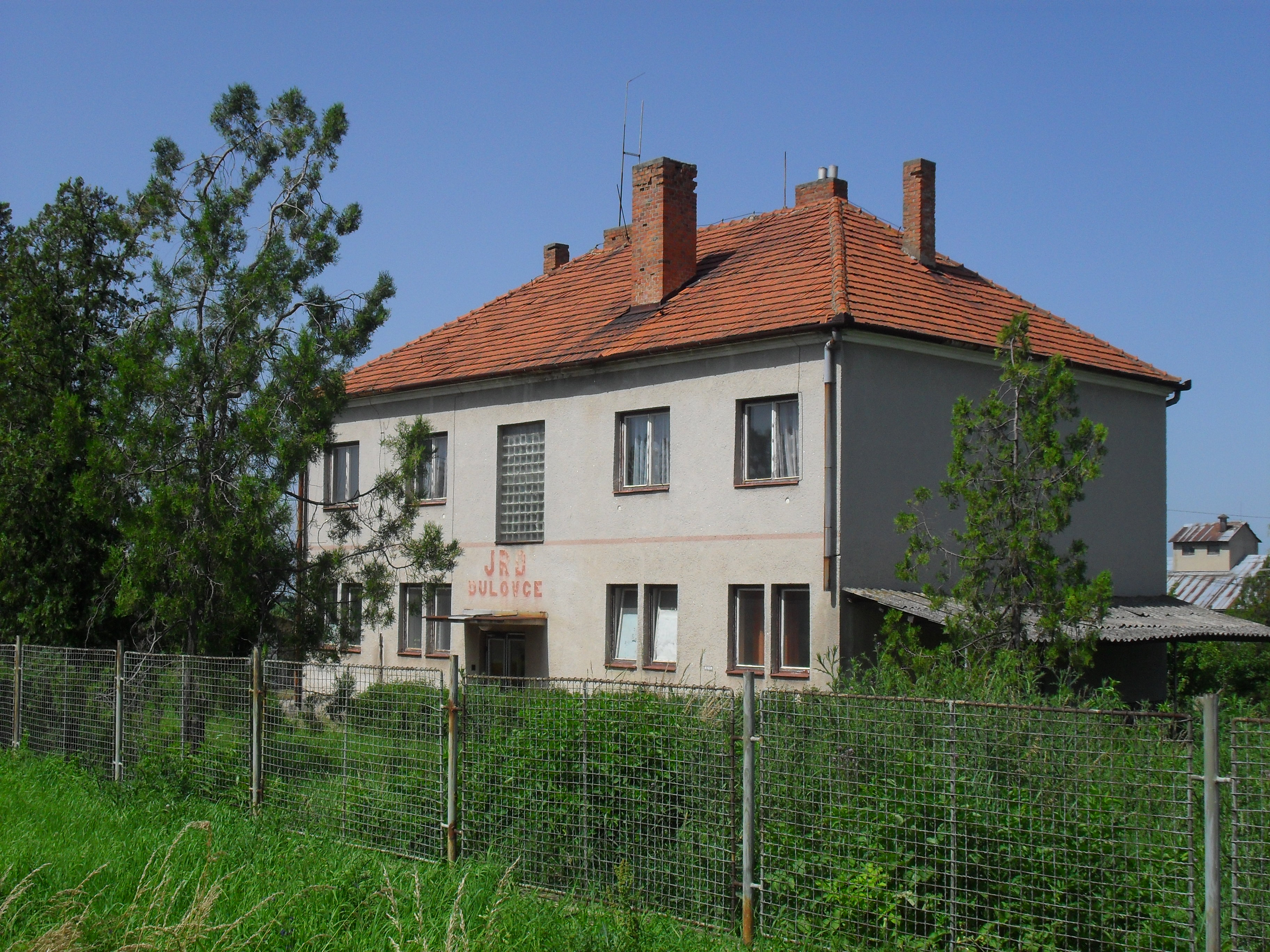
A mezőgazdasági szövetkezet volt épülete
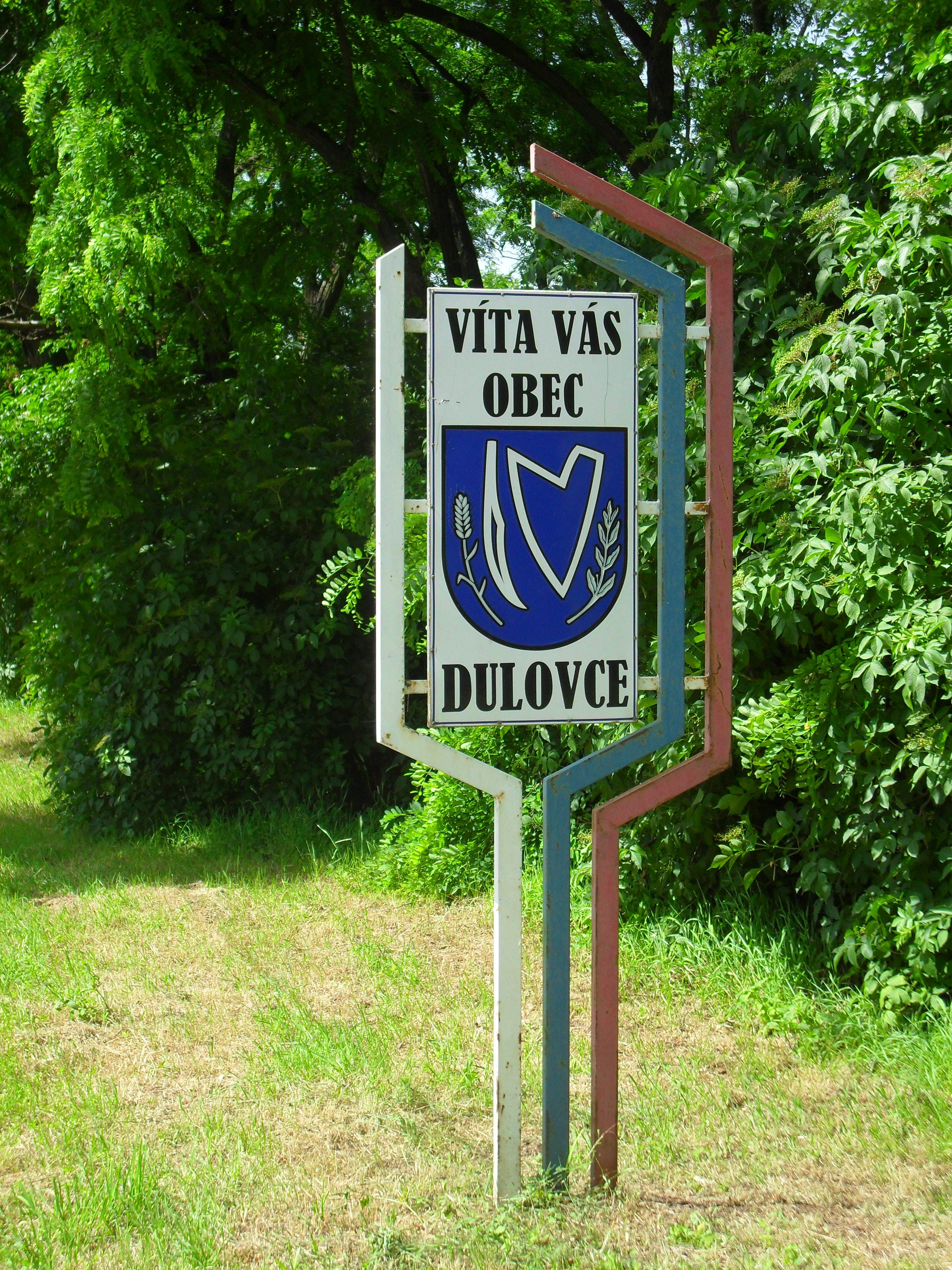
Címeres üdvözlőtábla
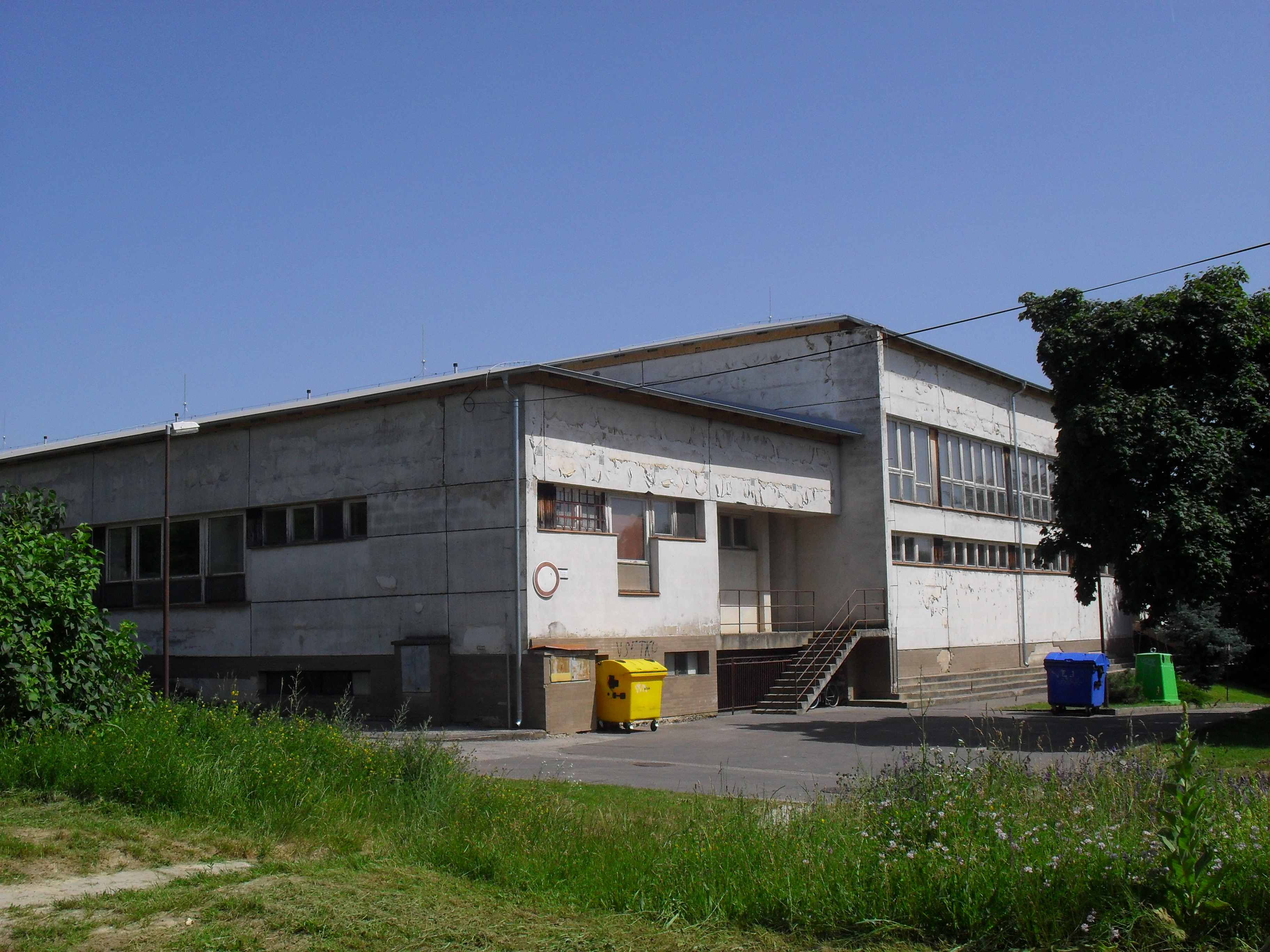
Alapiskola